# Хромопласт
Хромопласт — нефотосинтезуючі яскраво забарвлені пластиди у рослин. Забарвлений пігментами каротиноїдами в жовтий, помаранчевий, червоний, іноді коричневий колір. Розвиваються переважно з хлоропластів, зустрічаються у яскраво забарвлених частинах рослин — осінніх листках, плодах, пелюстках, коренеплодах. Хромопласти властиві переважно дозрілим плодам (шипшина, помідори, перець).
Хромопласти — це пластиди , гетерогенні органели , відповідальні за синтез і зберігання пігменту у специфічних фотосинтетичних еукаріот .  Вважається , що, як і всі інші пластиди, включаючи хлоропласти та лейкопласти , вони походять від симбіотичних прокаріотів . 

## Функція
Хромопласти містяться у плодах, квітах, коренях, а також у листі, що старіє, і відповідають за їхні характерні кольори. Це завжди пов'язано з масивним збільшенням накопичення каротиноїдних пігментів. Класичним прикладом є перетворення хлоропластів у хромопласти під час дозрівання.
Зазвичай вони знаходяться в зрілих тканинах і походять із вже існуючих зрілих пластид. Фрукти та квіти є найбільш поширеними структурами для біосинтезу каротиноїдів, хоча там відбуваються й інші реакції, включаючи синтез цукрів, крохмалю, ліпідів, ароматичних сполук, вітамінів і гормонів. ДНК у хлоропластах і хромопластах ідентична.  Після аналізу рідинною хроматографією хромопластів помідорів було виявлено одну тонку відмінність у ДНК, що виявило підвищене метилювання цитозину . 
Хромопласти синтезують і зберігають такі пігменти, як помаранчевий каротин, жовті ксантофіли та різні інші червоні пігменти. Таким чином, їх колір змінюється в залежності від пігменту, який вони містять. Основне еволюційне призначення хромопластів, мабуть, полягає в тому, щоб залучати запилювачів або поїдачів кольорових фруктів, які допомагають поширювати насіння. Однак вони також містяться в таких коренеплодах, як морква та солодка картопля . Вони дозволяють накопичувати велику кількість нерозчинних у воді сполук у водянистих частинах рослин.
Коли листя змінює колір восени, це відбувається через втрату зеленого хлорофілу, який викриває наявні каротиноїди. У цьому випадку утворюється відносно мало нового каротиноїду — зміна пігментів пластид, пов’язана зі старінням листя, дещо відрізняється від активного перетворення в хромопласти, що спостерігається у плодах і квітах.
Існують деякі види квіткових рослин, які містять незначну кількість або зовсім не містять каротиноїдів. У таких випадках всередині пелюсток присутні пластиди, які дуже нагадують хромопласти і іноді їх візуально неможливо розрізнити. Антоціани і флавоноїди, розташовані в клітинних вакуолях, відповідають за інші кольори пігменту. 
Термін «хромопласт» іноді використовується для охоплення будь-якої пластиди, яка має пігмент, переважно для того, щоб підкреслити різницю між ними та різними типами лейкопластів , пластид, які не мають пігментів. У цьому сенсі хлоропласти є специфічним типом хромопластів. І все ж «хромопласт» частіше використовується для позначення пластид з пігментами, відмінними від хлорофілу.

## Будова та класифікація
За допомогою світлового мікроскопа хромопласти можна диференціювати та класифікувати на чотири основні типи. Перший тип складається з білкової строми з гранулами. Другий складається з білкових кристалів і аморфних гранул пігменту. Третій тип складається з білкових і пігментних кристалів. Четвертий тип - хромопласт, який містить тільки кристали. Електронний мікроскоп відкриває ще більше, дозволяючи ідентифікувати субструктури, такі як глобули, кристали, мембрани, фібрили та канальці . Субструктури, знайдені в хромопластах, не зустрічаються в зрілій пластиді , від якої він відділився. 
Наявність, частота та ідентифікація субструктур за допомогою електронного мікроскопа призвели до подальшої класифікації, поділивши хромопласти на п’ять основних категорій: глобулярні хромопласти, кристалічні хромопласти, фібрилярні хромопласти, трубчасті хромопласти та мембранні хромопласти.  Також було виявлено, що різні типи хромопластів можуть співіснувати в одному органі.  Деякі приклади рослин у різних категоріях включають манго з глобулярними хромопластами та моркву з кристалічними хромопластами. 
Хоча деякі хромопласти легко класифікувати, інші мають характеристики кількох категорій, що ускладнює їх визначення. Помідори накопичують каротиноїди, головним чином кристалоїди лікопіну в мембраноподібних структурах, що може віднести їх до кристалічної або мембранної категорії. 

## Еволюція
Пластиди встановлюють, які запилювачі відвідують квітку, оскільки певні кольори приваблюють певних запилювачів. Білі квіти зазвичай приваблюють жуків , бджіл найчастіше приваблюють фіолетові та блакитні квіти, а метеликів часто приваблюють більш теплі кольори, такі як жовті та помаранчеві. 

## Дослідження
Хромопласти мало вивчені і рідко є основною темою наукових досліджень. Вони часто відіграють важливу роль у дослідженнях рослини томатів ( Solanum lycopersicum ). Лікопін відповідає за червоний колір стиглих плодів у культивованих помідорів , а жовтий колір квіток зумовлений ксантофілами віолаксантином і неоксантином . 
Біосинтез каротиноїдів відбувається як у хромопластах, так і в хлоропластах . У хромопластах квіток помідорів синтез каротиноїдів регулюється генами Psyl, Pds, Lcy-b і Cyc-b. Ці гени, крім інших, відповідають за утворення каротиноїдів в органах і структурах. Наприклад, ген Lcy-e сильно експресується в листі , що призводить до виробництва каротиноїду лютеїну. 
Білі квіти викликані рецесивним алелем у рослин томатів. Вони менш бажані в культивованих культурах, оскільки мають нижчу швидкість запилення. В одному дослідженні було виявлено, що хромопласти все ще присутні в білих квітах. Відсутність жовтого пігменту в їхніх пелюстках і пиляках пояснюється мутацією в гені CrtR-b2, яка порушує шлях біосинтезу каротиноїдів. 
Весь процес утворення хромопластів ще не повністю зрозумілий на молекулярному рівні. Однак електронна мікроскопія виявила частину перетворення хлоропласту в хромопласт. Трансформація починається з ремоделювання внутрішньої мембранної системи з лізисом міжгранальних тилакоїдів і грани . Нові мембранні системи утворюються в організованих мембранних комплексах, які називаються тилакоїдним сплетенням . Нові мембрани є місцем утворення кристалів каротиноїдів. Ці нещодавно синтезовані мембрани походять не з тилакоїдів, а скоріше з везикул, утворених із внутрішньої мембрани пластиди. Найбільш очевидною біохімічною зміною було б зниження регуляції експресії фотосинтетичних генів, що призводить до втрати хлорофілу та зупинки фотосинтетичної активності. 
В апельсинах синтез каротиноїдів і зникнення хлорофілу призводить до зміни кольору плодів із зеленого на жовтий. Помаранчевий колір часто додають штучно — світло-жовто-помаранчевий колір є природним, створеним справжніми хромопластами. 
Валенсійські апельсини Citris sinensis L — це культивований апельсин, який широко вирощують у штаті Флорида. Взимку апельсини Валенсії досягають свого оптимального кольору апельсинової шкірки, а навесні та влітку повертаються до зеленого кольору. Хоча спочатку вважалося, що хромопласти є кінцевою стадією розвитку пластид, у 1966 році було доведено, що хромопласти можуть перетворюватися на хлоропласти, що призводить до того, що апельсини знову стають зеленими. 

## Порівняння пластид
- Пластид
  - Хлоропласт і етіопласт
  - Хромопласт
    - Лікопін : червоний колір томата
    - Капасантин : червоний колір перцю
    - β-каротин : червоний колір моркви
    - Ксантофіл : жовте забарвлення
    - Антоціан : фіолетове, червоне, синє або чорне забарвлення

- Лейкопласт
  - Амілопласт
  - Елайопласт
  - Протеїнопласт (алевропласт)

## Зовнішні посилання
- http://www.daviddarling.info/encyclopedia/C/chromoplast.html
- http://www.thefreedictionary.com/chromoplasts